# Marie Marchand-Arvier
Pour les articles homonymes, voir Marchand.
Marie Jay Marchand-Arvier, née le 8 avril 1985 à Laxou en Meurthe-et-Moselle, est une skieuse alpine française spécialiste des épreuves de vitesse (descente et super G), dont la carrière sportive internationale s'étend de 2002 à 2015. Elle compte cinq podiums dans les épreuves de Coupe du monde et une médaille d'argent aux Championnats du monde, remportée le 3 février 2009 à Val d'Isère en super G.

## Biographie
Née à Laxou en Meurthe-et-Moselle, Marie Marchand-Arvier, troisième d'une fratrie de six frères et sœurs, passe son enfance à Nancy, son père est pharmacien, sa mère est médecin-hématologue et maître de conférence. Pratiquant divers sports, elle apprend à skier dans les Vosges. Pendant les vacances et les week-ends, la fillette débute les compétitions aux niveaux régional puis national. À 14 ans et demi, elle quitte sa région natale pour rejoindre une filière sport étude au Fayet en Haute-Savoie.
Marie-Marchand Arvier est licenciée durant quatorze années au club des Contamines-Montjoie. En août 2014, elle décide de rejoindre celui de Méribel pour « relancer sa carrière sportive » à 29 ans, mais aussi pour se rapprocher de son ex époux Vincent Jay, nouveau directeur du clubs des sports de Val d'Isère, autre station de la vallée de la Tarentaise.
En juin 2014 Marie-Marchand Arvier devient l'épouse de Vincent Jay, le champion olympique 2010 de sprint en biathlon. Ils ont deux enfants, Lisa née en 2017 et Charlie né en 2019. Le couple divorce en 2023.

## Parcours sportif
En parallèle à sa scolarité, elle gravit les échelons en faisant notamment de premières apparitions en Coupe d'Europe, l'antichambre de la Coupe du monde, à Tignes en janvier 2002 sans se distinguer pour autant. Au niveau national, elle réalise quelques performances honorables lors des Championnats de France juniors 2002 (5e en slalom, 7e en super G. Quelques semaines plus tard, elle dispute ses premiers Championnats de France élites. L'année suivante, grâce à un titre de vice-championne de France juniors du slalom, elle obtient une sélection en équipe nationale pour participer aux Championnats du monde juniors 2003 disputés dans les Hautes-Alpes. Une 15e place en descente constitue son meilleur résultat puisqu'elle ne termine aucune autre épreuve. Quelques semaines plus tard, elle décroche un premier podium aux Championnats de France grâce à une troisième place en descente.
Lors de la saison 2003-2004, la skieuse française obtient un premier podium en Coupe d'Europe lors d'une descente, une performance lui permettant d'intégrer le groupe tricolore de la Coupe du monde lors d'une étape organisée à Cortina d'Ampezzo en janvier 2004. Un an plus tard, c'est sur cette même piste qu'elle inscrit ses premiers points en Coupe du monde en terminant 22e d'une descente. En glanant quelques points durant cette saison 2005-2006, elle parvient à se qualifier pour les Jeux olympiques d'hiver de 2006 qu'organise la ville italienne de Turin. Elle y signe son meilleur résultat parmi l'élite mondiale par une 15e place en descente. Elle améliore de nouveau sa meilleure performance grâce à une 11e position obtenue à Kvitfjell en super G quelques jours plus tard.
Durant l'édition 2006-2007 de la Coupe du monde, la skieuse s'affirme de plus en plus régulièrement dans les points et obtient même deux premiers podiums. À Cortina d'Ampezzo tout d'abord, en janvier 2007, sur une descente qu'elle conclut au troisième rang derrière l'Autrichienne Renate Götschl et l'Américaine Julia Mancuso ; puis à Lenzerheide en mars 2007 toujours en descente derrière Götschl et Marlies Schild. Année de la révélation au plus haut niveau, elle termine la Coupe du monde au 27e rang du général et au 9e de la descente. Aux Mondiaux d'Åre en Suède, les premiers de sa carrière, la Française ne finit pas dans les dix premières puisque sa meilleure performance est une 11e place en descente. L'année 2007-2008 est moins glorieuse pour la skieuse qui ne réédite pas ses performances de la saison passée malgré une régularité dans les points. En janvier 2009, quelques semaines avant les Championnats du monde de Val d'Isère, elle approche de nouveau le podium par une 4e place en descente à Altenmarkt.

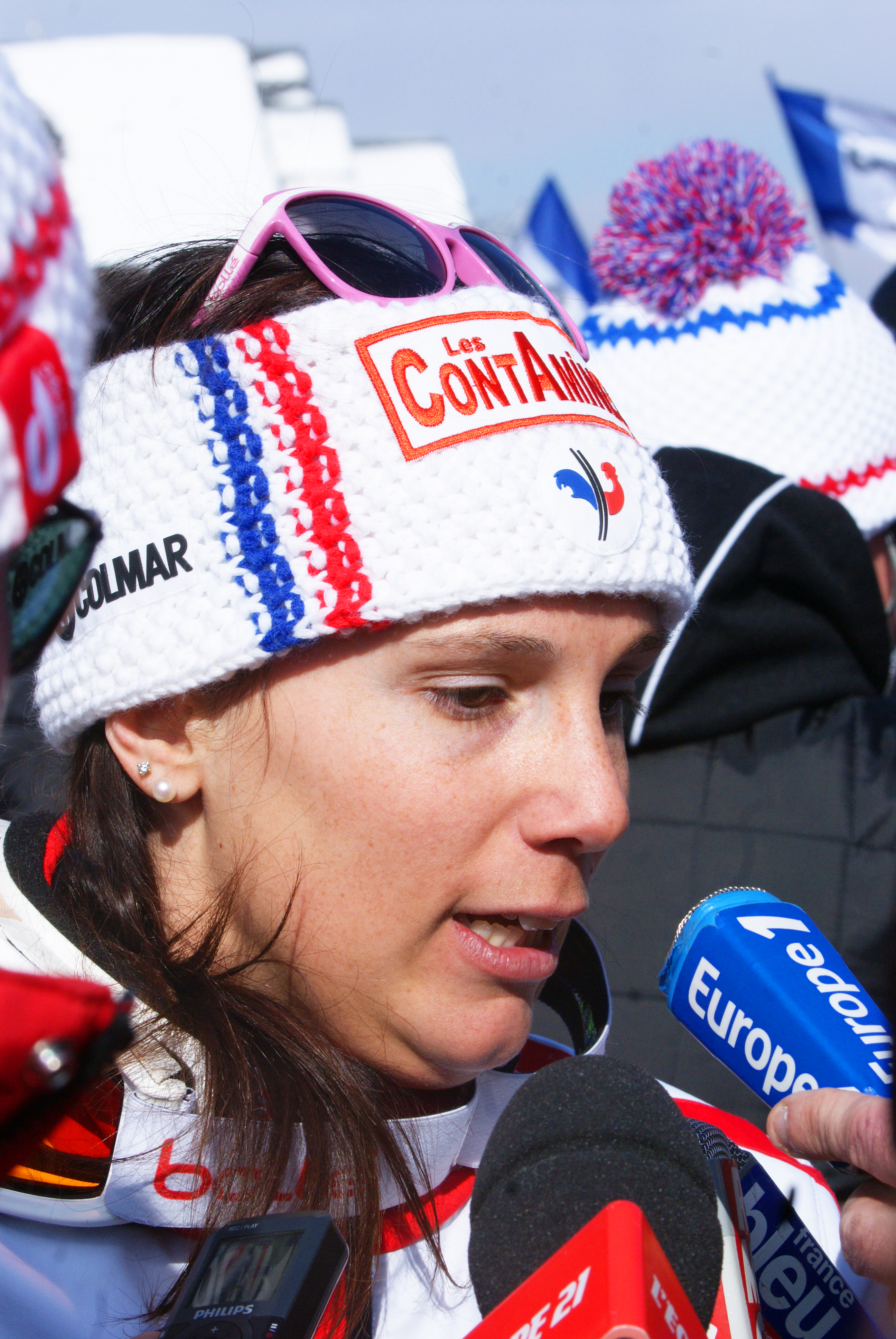
Marie Marchand-Arvier lors sa 3e place sur la Coupe du monde de descente à Méribel en 2013

Le 3 février 2009, sur la piste Rhône-Alpes de Val d'Isère, elle se classe deuxième du super G, première épreuve des championnats du monde 2009, derrière l'Américaine Lindsey Vonn qui la devance de 34 centièmes de secondes.
Elle est victime le 20 décembre 2009 d'une chute lors du super-G de Val d'Isère.
Malgré tout, elle peut participer aux Jeux olympiques de Vancouver, lors desquels, la Française accroche deux top dix à son palmarès : septième de la descente et dixième du super-combiné.
Le 23 février 2013, elle prend la troisième place de la descente organisée à Méribel à 21 centièmes de seconde de l’Espagnole Carolina Ruiz Castillo et à un centième de l'Allemande Maria Riesch. Un an plus tard, à Sotchi, elle dispute ses troisièmes jeux olympiques, pour ne finir ni la descente, ni le super G.
En mars 2015, elle annonce l'arrêt de sa carrière pour la fin de la coupe du monde de ski alpin 2014-2015, quelques jours plus tard à Méribel.

## Palmarès

### Jeux olympiques d'hiver
| Épreuve / Édition | Turin 2006 | Vancouver 2010 | Sotchi 2014 |
| Descente          | 15e        | 7e             | Abandon     |
| Super G           | 25e        | Abandon        | Abandon     |
| (Super-) Combiné  | 18e        | 10e            | -           |

### Championnats du monde
| Épreuve / Édition | Åre 2007 | Val d'Isère 2009 | Garmisch-Partenkirchen 2011 | Schladming 2013 | Beaver Creek 2015 |
| Descente          | 11e      | 6e               | 22e                         | 14e             | Abandon           |
| Super G           | 18e      | Argent           | 20e                         | 14e             | 14e               |
| Super-combiné     | Abandon  | 5e               | 15e                         | -               | -                 |

### Championnats du monde junior
| Épreuve / Édition | Briançonnais 2003 | Maribor 2004 |
| Descente          | 15e               | 8e           |
| Super-G           | Abandon           | 40e          |
| Slalom géant      | Abandon           | 45e          |
| Slalom            | Abandon           | 37e          |
| Combiné           | –                 | 13e          |

### Coupe du monde
- Meilleur classement général : 16e en 2009.
- 5 podiums (meilleur résultat : 2e place à deux reprises).

#### Classements en Coupe du monde
| Saison / Épreuve | Saison / Épreuve | Général | Général | Descente | Descente | Slalom | Slalom | Slalom géant | Slalom géant | Super G | Super G | Combiné | Combiné |
| ---------------- | ---------------- | ------- | ------- | -------- | -------- | ------ | ------ | ------------ | ------------ | ------- | ------- | ------- | ------- |
| Saison / Épreuve | Saison / Épreuve | Class.  | Points  | Class.   | Points   | Class. | Points | Class.       | Points       | Class.  | Points  | Class.  | Points  |
| 2005             | 2005             | 96e     | 13      | 45e      | 13       | -      | -      | -            | -            | -       | -       | -       | -       |
| 2006             | 2006             | 80e     | 41      | 52e      | 7        | -      | -      | -            | -            | 38e     | 24      | 29e     | 10      |
| 2007             | 2007             | 27e     | 288     | 9e       | 215      | -      | -      | -            | -            | 35e     | 33      | 17e     | 40      |
| 2008             | 2008             | 36e     | 200     | 17e      | 151      | -      | -      | -            | -            | 31e     | 33      | 28e     | 16      |
| 2009             | 2009             | 16e     | 407     | 11e      | 175      | -      | -      | 55e          | 4            | 12e     | 148     | 8e      | 80      |
| 2010             | 2010             | 23e     | 319     | 19e      | 104      | -      | -      | -            | -            | 10e     | 175     | 11e     | 40      |
| 2011             | 2011             | 31e     | 207     | 18e      | 113      | -      | -      | -            | -            | 18e     | 83      | 32e     | 11      |
| 2012             | 2012             | 29e     | 285     | 8e       | 214      | -      | -      | -            | -            | 25e     | 68      | 35e     | 3       |
| 2013             | 2013             | 28e     | 269     | 14e      | 178      | -      | -      | -            | -            | 24e     | 71      | 21e     | 20      |
| 2014             | 2014             | 60e     | 93      | 29e      | 51       | -      | -      | -            | -            | 26e     | 42      | -       | -       |
| 2015             | 2015             | 58e     | 107     | 29e      | 45       | -      | -      | -            | -            | 25e     | 62      | -       | -       |

### Coupe d'Europe
- 3 podiums, dont 1 victoire.

### Championnats de France

#### Élite
Elle a été 5 fois championne de France élite dont : 
- 3 fois championne de France de super G en 2008, 2010 et 2011.
- 2 fois championne de France de combiné en 2004 et 2008.

#### Jeunes
5 titres de championne de France (après 2003).